# Квартет Роберта
Квартет Роберта (другое обозначение — AM 0018-485) — компактная группа галактик, расположенная на расстоянии приблизительно 160 миллионов световых лет от нас в центре южного созвездия Феникса.
Состоит из четырёх галактик: NGC 87, NGC 88, NGC 89 и NGC 92, которые были открыты в 1830-х британским астрономом Джоном Гершелем.
Квартет назван в честь астронома Роберта Фридмана (англ. Robert Freedman).
У квартета в целом 13-я звёздная величина. У самого яркого члена группы приблизительно 14-я величина. На небе все эти четыре галактики находятся в пределах круга радиусом 1,6 угловых минуты, что соответствует ~ 75 000 световых лет.
| Название | Тип     | Расстояние от Солнца (млн. св. лет) | Видимая звёздная величина |
| -------- | ------- | ----------------------------------- | ------------------------- |
| NGC 87   | IBm     | ~160                                | +14,5                     |
| NGC 88   | SB(rs)a | ~160                                | +15,21                    |
| NGC 89   | SB0(s)a | ~160                                | +14,57                    |
| NGC 92   | SAa     | ~160                                | +14,29                    |

## Изображения квартета
- 400х412 20Кб
- 800х823 140Кб
- 1835x1877 4,2Мб
- 1835x1877 7,8Мб